# Recurt
Recurt é uma comuna francesa na região administrativa de Occitânia, no departamento dos Altos Pirenéus. Estende-se por uma área de 13,43 km². Em 2010 a comuna tinha 229 habitantes (densidade: 17,1 hab./km²).